# Ueckermünde
Ueckermünde (pronunciación en alemán: /ʏkɐˈmʏndə/ⓘ) es un municipio situado en el distrito de Pomerania Occidental-Greifswald, en el estado federado de Mecklemburgo-Pomerania Occidental (Alemania), a una altitud de 5 metros. Su población a finales de 2016 era de 9000 hab., y su densidad poblacional, 100 hab/km².